# Roine
|  | Per a altres significats, vegeu «Roine (departament)». |

El Roine o el Ròdan (en català antic: Rose o Roine; en occità: Ròse o Roine; en francoprovençal: Rôno; en alemany: Rhone, Rotten; en francès Rhône; en llatí Rhodanus) és un riu de l'Europa occidental que neix als Alps suïssos a la glacera del Roine (Rhonegletscher en alemany), al cantó de Valais, i flueix primer cap a l'oest i després cap al sud fins a arribar al Mediterrani (golf de Lleó).

## Geografia
Al llarg del seu recorregut el Roine travessa el llac Léman, el més gran de Suïssa. Hi arriba per llevant i en surt per ponent tot travessant la ciutat de Ginebra. Posteriorment, s'endinsa a França, on la seva vall ha estat tradicionalment un passadís de connexió entre l'Europa de clima continental i la de clima mediterrani. Actualment, constitueix un corredor d'infraestructures de primer ordre (autopistes, xarxes elèctriques, TGV). A Lió se li afegeix l'afluent principal, la Saona. Posteriorment, rep encara força afluents alpins per llevant (de règim de fosa) i mediterranis per ponent, especialment de les Cevenes. Després d'Avinyó, el Roine ha constituït un delta, conegut tradicionalment com la Camarga.
Durant aquest darrer tram (i ja dins el delta) el Roine se separa en dos braços: el Gran Roine a l'est i el Petit Roine a l'oest. El primer segueix un curs rectilini vers el sud-est durant uns 50 km i porta la major part del cabal (85-90%, si bé l'aportació de sediments és un xic menor, especialment durant les avingudes). El segon és menys profund, més antic, amb molts meandres i 70 km de longitud. Ambdós han estat fortament canalitzats de manera que només vessen sediments a les planes contigües en cas de crescudes catastròfiques.

### Principals afluents
| - l'Arve - l'Ain - la Saona - l'Isèra | - la Droma - l'Ardecha - la Durance - l'Aigas | - l'Ovesa - el Gardon - La Brive |

### Principals ciutats
| - Sion - Montreux (Vaud) a la riba est del llac Léman - Lausana a la riba nord del llac Léman - Évian-les-Bains a la riba sud del llac Léman - Ginebra a la riba est del llac Léman | - Lió - Viena del Delfinat - Tornon - Valença | - Montelaimar - Aurenja - Avinyó - Bèucaire - Arle |

## Hidrologia

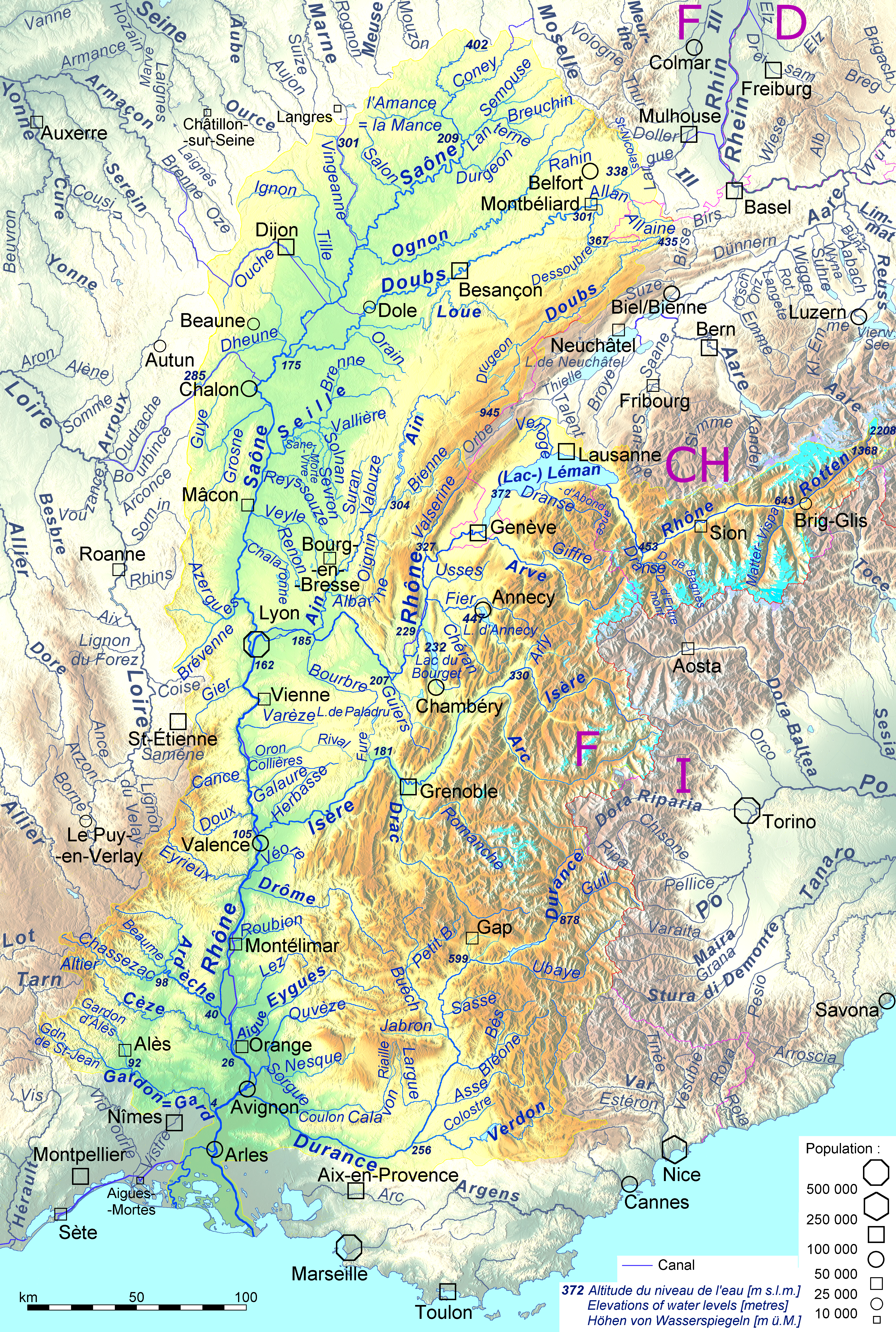
Conca hidrogràfica del Roine amb tots els afluents de més de 36 km.

Té una longitud de 812 km i un cabal mitjà a la desembocadura de 1.710 m³/s, cosa que considerant la seva àrea de 95.000 km² en fa un dels rius amb un cabal relatiu més gros d'Europa: 17,9 l/s/ km².
Té tres mecanismes d'alimentació principals:
- La fosa de neu dels Alps.
- Els fronts oceànics (que afecten sobretot el nord-est de la seva conca)
- Les tempestes mediterrànies (que n'afecten el sud de la conca).

Això causa un règim irregular, amb un mínim d'estiu marcat i màxims de primavera i tardor. Les avingudes atenyen anualment valors màxims de 4.000 m³/s, mentre que en crescudes excepcionals s'ha arribat a cabals de 13.000 m³/s. El seu cabal ha disminuït força en els darrers segles. S'hi apunten 3 raons:
- Disminució general de les precipitacions d'ençà de la Petita Edat de Gel.
- Reforestació de la seva conca, per culpa del canvi d'usos del sòl general a Europa que ha implicat l'abandonament de l'agricultura.
- Embassament de molts dels seus afluents.

Els dos darrers factors no només n'han disminuït el cabal, també n'han laminat les puntes i disminuït l'aportació de sediments (l'increment de la superfície boscosa gràcies a una menor erosió, el represament per culpa de l'acumulació a les infraestructures).

## Delta del Roine
El delta del Roine es va començar a formar fa uns set mil anys, amb un creixement centrat al seu costat occidental (corresponent a l'actual Petit Roine, tot formant el braç de Sant Ferreol) que posteriorment fou suplantat per la formació d'una punta oriental a la boca del Gran Roine. Actualment, el delta ocupa una superfície de 1.710 km², i té una longitud de litoral de 90 km. Està marcada per tres grans puntes: la de Graciouso a l'est, la de Baudu al centre i la de l'Espiguet a l'oest (aquestes darreres separades pel golf de Baudu, a l'est del qual hi ha el poble de Li Santo), la de Baudu al centre i la de Graciouso a l'est.
Pel fet que el mar on se situa és micro-mareal (desnivell de la marea: 0,3 m) les ones i les actuacions humanes són els principals factors que en dicten l'evolució i modificació de la forma (a més de l'escàs aportament de sediments).
La raó per la qual el vent no hi és important és que tendeix a bufar-hi vers el sud-est, de manera que empeny sediment cap al mar. A certs punts del delta, aquest sediment és posteriorment tornat a lloc pels corrents generats per l'onatge (punta de l'Espiguet), de manera que es forma un cicle. Tanmateix, la vegetació que cobreix bona part de l'àrea emergida fa que el transport eòlic sigui molt petit en relació amb el transport marítim.
Durant el darrer segle, el delta del Roine ha vist el seu comportament expansiu invertir-se. En general, tota la costa del delta està en regressió. L'increment del nivell del mar unit a la disminució de l'aportació de sediments en són les causes més citades. Tanmateix, l'erosió de la costa no és uniforme, i les tres puntes gaudeixen d'acumulació de sediments i acreció.